# Cornelis Leendert Schreuders

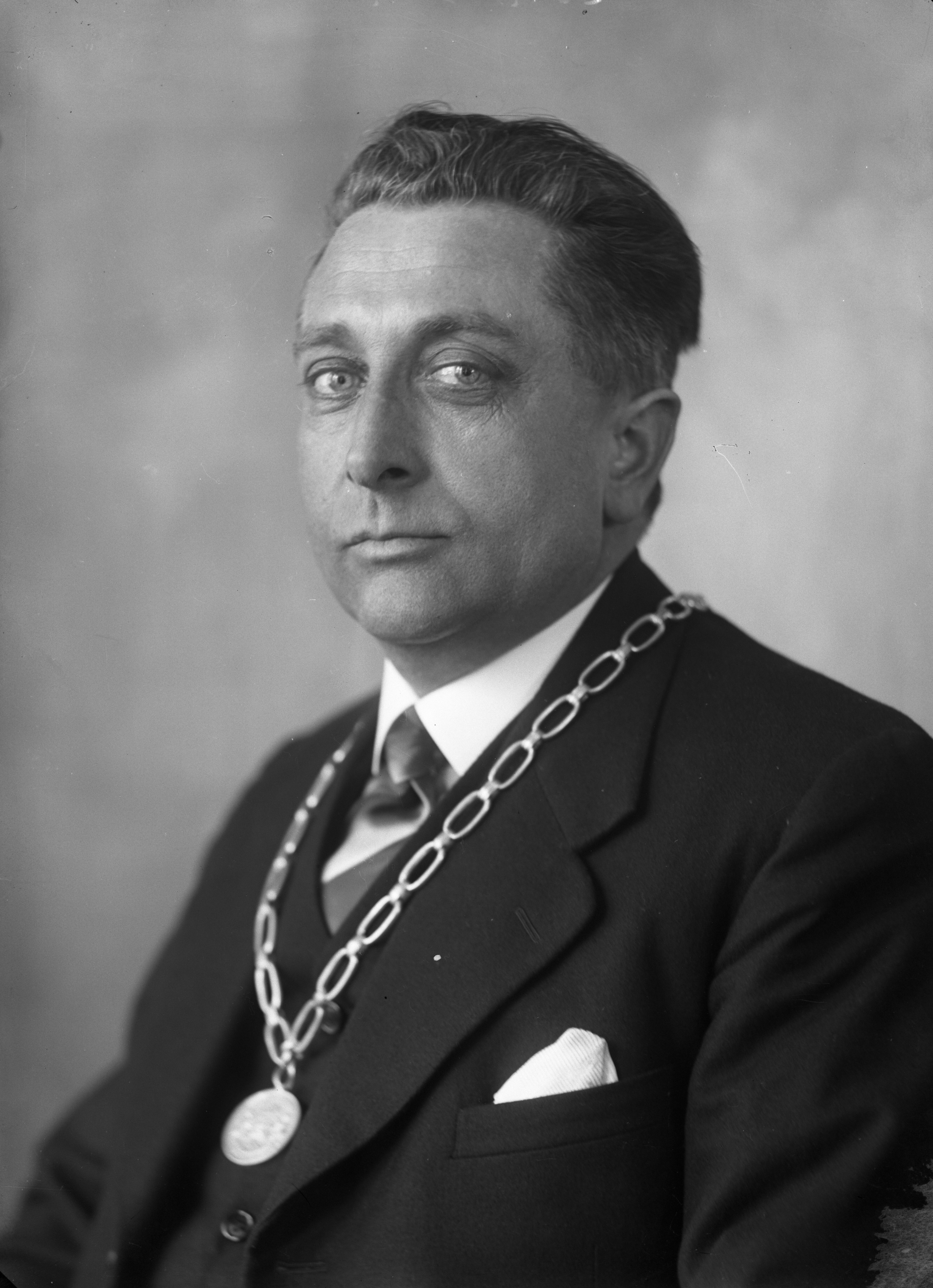
Burgemeester C.L. Schreuders

Cornelis Leendert Schreuders (Staphorst, 10 juni 1898 – Utrecht, 12 januari 1962) was een Nederlands politicus van de ARP.
Hij werd geboren als zoon van Leendert Cornelis Schreuders (1867-1945; hoofdonderwijzer) en Zwaantje Rebel (1868-1945). C.L. Schreuders was als hoofdcommies werkzaam bij de gemeentesecretarie van Huizen voor hij in 1935 benoemd werd tot burgemeester van de gemeenten Benschop, Hoenkoop en Polsbroek. Begin 1945 werd hij gevangen genomen en ontslagen maar na de bevrijding keerde hij terug als burgemeester van die drie gemeenten. Bovendien is hij lid geweest van de Provinciale Staten van Utrecht. Tijdens zijn burgemeesterschap overleed hij begin 1962 op 63-jarige leeftijd.
In Benschop is naar hem het 'Burgemeester Schreudersplantsoen' vernoemd.